# أبو (بركان)
أبو هو اسم لمجموعة من البراكين تقع على ساحل اليابان على الطرف الجنوبي الغربي من جزيرة هونشو، وهو يعتبر في المقام الأول في مدينة هاجي، محافظة ياماغوتشي
وإجمالا، هناك حوالي 40 بركان، ويعتقد أن النشاط البركاني في المنطقة، هي من بحر الفلبين.

## التاريخ
ويرجع تاريخ هذه المجموعة من قبل 800,000 سنة، و كانت البراكين نشطة في عصر الهولوسين. ووقع في المنطقة انفجار اخر قبل نحو 9000 سنة

## المكونات
والبراكين تتكون من البازلت والحمم البركانية المتدفقة والبراكين الدرعية الصغيرة ومخاريط الرماد وقباب الحمم البركانية